# Iris Sachet
Iris Sachet, née le 29 mai 1994 à Nantes, est une coureuse cycliste et entraineuse française.

## Biographie
En 2012, chez les juniors (moins de 19 ans), elle devient championne de France sur route et vice-championne d'Europe du scratch. L'année suivante, elle rejoint l'équipe féminine  Bourgogne-Pro Dialog, mais celle-ci s'arrête à l'issue de la saison 2013. En 2015, elle se classe deuxième de La Mérignacaise et neuvième du championnat d'Europe sur route espoirs (moins de 23 ans). Elle rejoint en 2016 la DN 17 Poitou-Charentes. Après une saison 2017 avec l'équipe canadienne SAS-Macogep, elle fait son retour en 2018 dans la DN 17 et gagne une étape de la Rás na mBan.
En 2019, au sein de la formation qui est renommée Charente-Maritime, elle remporte la première étape du Tour de Charente-Maritime, l'une des manches de la Coupe de France. En 2020, elle rejoint la Team ELLES-Pays de la Loire, un club amateur. Elle s'illustre sur la, où elle remporte le Prix de la Ville de Morteau, puis se classe troisième de la Sud Yvelines Féminine et du Tour du Gévaudan Occitanie.
Parallèlement à sa carrière de coureuse, elle obtient un doctorat en sciences du sport, financé par la Fédération française de cyclisme. Elle effectue son stage de doctorat à la FFC avant de travailler comme scientifique du sport au sein de l'unité Recherche et Performance en 2021, en se concentrant sur la préparation des Jeux olympiques de Paris 2024. En août 2025, elle est nommée comme la nouvelle entraîneure de l’équipe de France d'endurance sur piste, aux côtés de Samuel Monnerais.

## Palmarès sur route

### Par années
- 2012
  -  Championne de France sur route juniors
- 2015
  - 2e de La Mérignacaise
- 2018
  - 6e étape de la Rás na mBan
- 2019
  - 1re étape du Tour de Charente-Maritime (cdf)
- 2020
  - Prix de la Ville de Morteau (cdf)
  - 3e de la Sud Yvelines Féminine (cdf)
  - 3e du Tour du Gévaudan Occitanie (cdf)

### Classements mondiaux
| Année                                 | 2015 | 2016 | 2017 | 2018 | 2019 |
| ------------------------------------- | ---- | ---- | ---- | ---- | ---- |
| Classement UCI                        | 136e | 562e | 589e | 419e | 695e |
|                                       |      |      |      |      |      |
| Légende : nc = non classéSource : UCI |      |      |      |      |      |

## Palmarès en cyclo-cross
- 2009
  - Coupe de France cadettes
- 2010
  - 2e du championnat de France cadettes

## Palmarès sur piste

### Championnats continentaux
- 2012
  -  Médaillée d'argent du championnat d'Europe du scratch juniors

### Championnats nationaux
- 2011
  - 2e de la course aux points juniors
  - 3e de la poursuite juniors